# Dunas de Tanaka
Tanaka es un gran campo de dunas en Perú, situadas en el distrito de Yauca, en la provincia de Caraveli, dentro del departamento de Arequipa. Estas dunas reciben el nombre de la cercana localidad de Tanaka.
Las dunas de Tanaka se encuentran ubicadas entre los paralelos 15°31’ y 15°43’ de latitud sur y de 74°22’ a 74°31’ de longitud oeste, entre el río Yauca y la quebrada Lagunillas. El campo de dunas abarca una superficie de aproximadamente 155 km² y se extiende con dirección suroeste-noreste, desde el litoral del Pacífico hasta las estribaciones de la cordillera Occidental de los Andes peruanos, que se correlaciona con la dirección de los vientos que predominan en la región.
Las dunas de Tanaka, temibles por su arena "fofa", en estado fesh-fesh, similar al barro pero extremadamente volátil, son una atracción para los deportes extremos como el rally. Los residentes de la zona habían dado la nota durante el Rally Dakar de 2012, colocando un cartel escrito en inglés que decía "Dakar le tiene miedo a las Dunas de Tanaka" ("Dakar afraid of Tanaka Dunes"), en protesta por la decisión de los organizadores de suspender ese tramo.  En 2015 las dunas fueron escenario del campeonato Inka Off Road, y en 2018 se convirtieron en las protagonistas de la quinta etapa de la cuadragésima edición del Rally Dakar.